# Atlético San Luis
Az Atlético San Luis a mexikói San Luis Potosí város labdarúgócsapata, amely 2019 nyarától az első osztályú bajnokságban szerepel.

## Története
Amikor a 2013-as Clausura bajnokság végén a Querétaro pályán elért eredményei alapján kiesett az első osztályból, a querétaróiak felvásárolták a Jaguares de Chiapas csapatát, hogy bent maradhassanak. De a Tuxtla Gutiérrez-iek sem maradtak csapat nélkül: a San Luis Potosí-i Club San Luis átalakult Chiapas FC-vé. A másodosztályú Tiburones Rojos de Veracruz azonban átköltözött San Luis Potosíba, így alakult meg az Atlético San Luis, mely azonban nem jogutódja a korábbi Club San Luisnak, bár színeit örökölte. (A másodosztályból feljutó Reboceros de La Piedad viszont egyúttal Veracruzba költözött, így a Tiburones az első osztályban folytatta szereplését.)
2016-ban, a Clausura szezon végén az Atlético bejelentette megszűnését. Egy ideig úgy nézett ki, hogy az első osztályú, pénzügyi problémákkal küzdő Chiapas FC helyét átveheti majd egy San Luis-i csapat, de végül ebből nem lett semmi, így a város első és másodosztályú labdarúgás nélkül maradt.
2017 tavaszán bejelentették, hogy a klub egy, a spanyol Atlético de Madriddal közös projekt eredményeképpen újjáalakul és visszatér a másodosztályba, egyúttal az addig arany–kék színekkel rendelkező csapat új címert és az Atlético Madridéhoz hasonló új színeket is kap.
Mivel a másodosztályban megnyerték mind a 2018-as Apertura, mind a 2019-es Clausura szezont, ezért feljutottak az első osztályba.

## Bajnoki eredményei
A csapat első osztályú szereplése során az alábbi eredményeket érte el:
| Év            | Alapszakasz helyezés                                                           | Eredmény a liguillában |
| ------------- | ------------------------------------------------------------------------------ | ---------------------- |
| 2019 Apertura | 15. hely                                                                       |                        |
| 2020 Clausura | 13. hely Nem hivatalos eredmény, mivel a bajnokságot 10 forduló után törölték. |                        |
| 2020 Apertura | 18. hely                                                                       |                        |
| 2021 Clausura | 17. hely                                                                       |                        |
| 2021 Apertura | 12. hely                                                                       |                        |
| 2022 Clausura | 10. hely                                                                       | Negyeddöntős           |
| 2022 Apertura | 13. hely                                                                       |                        |
| 2023 Clausura | 12. hely                                                                       | Negyeddöntős           |
| 2023 Apertura | 7. hely                                                                        | Elődöntős              |
| 2024 Clausura | 13. hely                                                                       |                        |

## Stadion
A csapat stadionja a 30 000 férőhelyes Estadio Alfonso Lastras, melyet 1999 májusában avattak fel. Nevét a város autonóm egyetemének egykori rektoráról kapta, aki sokat tett San Luis Potosí labdarúgásáért: ő alapította a település egyik első klubját, a Cachorros de San Luist. 2005-ben a mexikói válogatott itt fogadta világbajnoki selejtezőn Guatemala legjobbjait, az eredmény 5–2 lett.